# C4I
C4I представлява интегрирана военна комуникационна система, включваща взаимодействието на войски, разузнавателни средства и комуникационна техника. Целта ѝ е да осигури точна картина на бойното поле, разположение на вражески и приятелски войски, както и синхронизиране на действията на отделните бойни единици. Например екипажите на танковете, разполагащи с оборудване за C4I, имат пълен поглед върху бойното поле и разполагат с точна информация за местоположението на неприятеля и предприетите от него действия. С оглед на това те могат да действат по предварително създадени от командването ефективни бойни планове, които осигуряват тактическото превъзходство над врага. В България системата C4I е в процес на изграждане, и се очаква да бъде напълно завършена до 2010, а до 2015 всички необходими бойни машини да бъдат снабдени с подходящото оборудване.
C4I е съкращение за:
- Command (Командване)
- Control (Управление)
- Communications (Комуникации)
- Computers (Компютри)
- Intelligence (Разузнаване)

Танкове с възможност за включване към бойна C4I мрежа:
- М1 Ейбрамс
- Леопард-2
- Чалънджър-2
- Т-72М2БГ